# Maretak
De maretak (Viscum album) is een groenblijvende plant uit de sandelhoutfamilie (Santalaceae). De plant leeft op bomen. Het is een halfparasiet. De maretak wordt ook vogellijm of mistel genoemd, of met de Engelse naam mistletoe aangeduid. De maretak wordt ook wel gekweekt.

## Determinatie
Maretak is een groenblijvende struik met een dikwijls sterk vertakte groeiwijze. De plant is onbehaard en heeft leerachtige, tegenoverstaande bladeren.

## Ecologie
Maretak is een op levend hout levende halfparasiet die in het hout wortelt van de gastheer, waarvoor zij afhankelijk is van water en zouten. De gastheersoort verschilt per ondersoort.
De besachtige vrucht wordt door vogels verspreid. De bessen worden genuttigd in de oksel van een boomtak, het zaad blijft plakken en ontkiemt. De wortel groeit dan in de boom. Zaden worden niet verteerd en hebben een kleverige laag, vandaar ook de naam 'vogellijm'. De zaden zijn voor de mens giftig.
Onder de insecten is de maretakbloemwants een bijzondere soort die uitsluitend op/van maretak leeft.

### Syntaxonomie
Maretak is kensoort van de naar haar vernoemde maretak-klasse (Viscetea albi). Deze klasse omvat in bomen en struiken groeiende vegetatie waarin maretak uiterst aspectbepalend optreedt.

## Verspreiding
De maretak is in Nederland en België zeldzaam. Uitzonderingen zijn het zuiden van Zuid-Limburg, de Voerstreek, de Leemstreek en het zuiden van de Maasvallei, daar is de soort vrij algemeen. 

## Ondersoorten
Binnen de soort worden verscheidene ondersoorten onderscheiden. In Nederland en Vlaanderen komt uitsluitend Viscum album subsp. album voor.

### Viscum albumsubsp.abietis
Deze ondersoort is bekend uit Centraal-Europa en groeit enkel op zilversparren. De vruchten zijn wit van kleur en de bladeren zijn lang, tot 8 cm.

### Viscum albumsubsp.album
Dit betreft de meest algemene ondersoort. Het verspreidingsgebied strekt zich uit van Europa, Zuidwest-Azië tot in Nepal. Ze komt vooral voor op populier, wilg, appel en linde.

### Viscum albumsubsp.austriacum

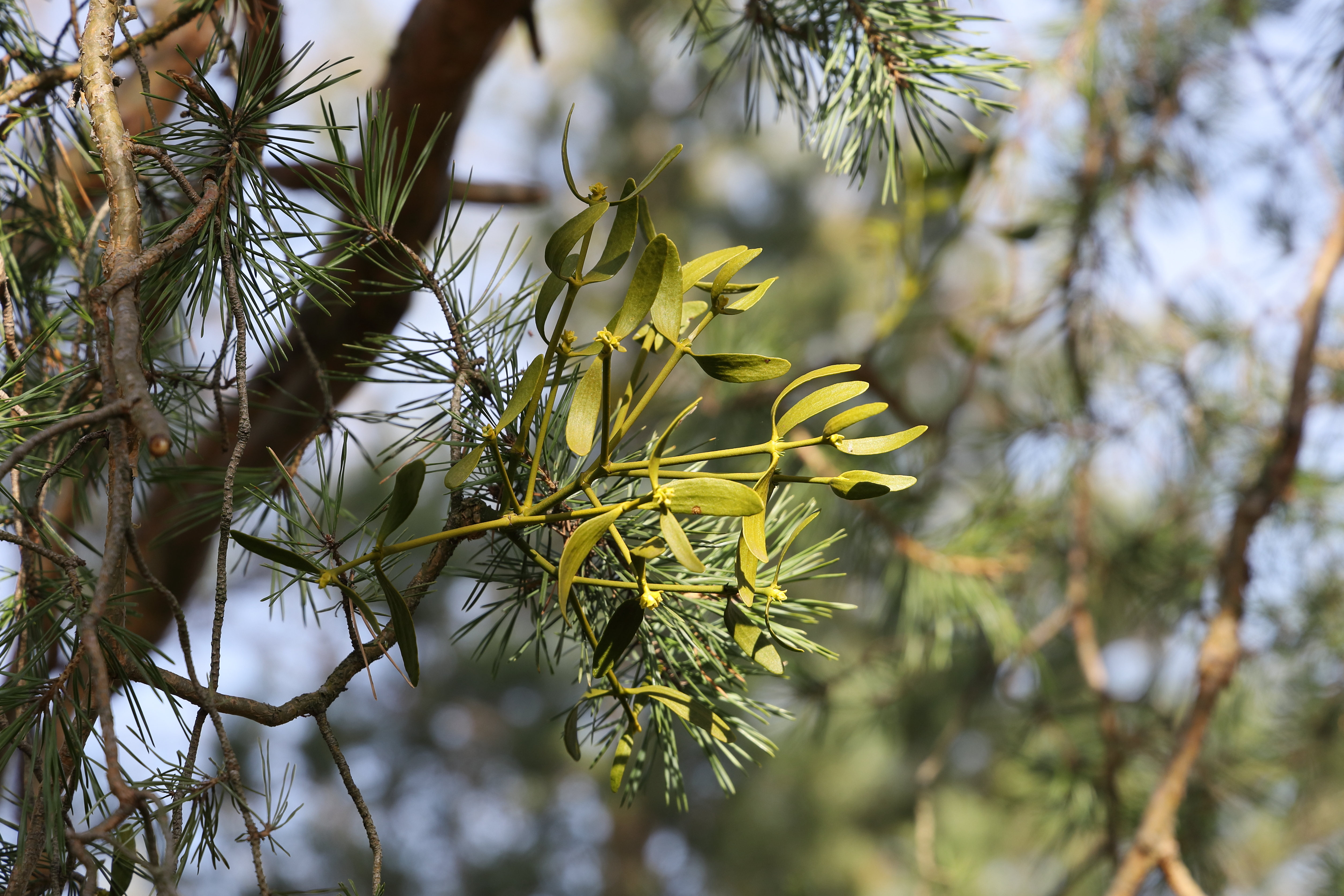
Viscum album subsp. austriacum

Deze ondersoort is enkel bekend uit Centraal-Europa en groeit uitsluitend op de naaldbomen van Larix, Pinus en Picea. De vruchten zijn geel.

### Viscum albumsubsp.meridianum
Deze ondersoort komt voor in Zuidoost-Azië, waar ze groeit op loofbomen, waaronder hoofdzakelijk esdoorn, Carpinus, Juglans, Prunus en Sorbus.

### Viscum albumsubsp.creticum
Dit betreft een zeldzame ondersoort die bekend is uit Kreta. Ze parasiteert op Turkse den. De vruchten zijn wit en de bladlengte is opvallend kort.

## Bijnamen
Bijnamen die aan de wintergroene struik worden gegeven zijn boomkruid, duivelsgras, duivelsnest, hamschel, hamspoen, heksennest, holster, hulster, kersterhout, lijmkruid, mattekruid, mistel, mistletoe, priemst, raamsch, slangentong, viscus en vogellijm.

## Culturele betekenis

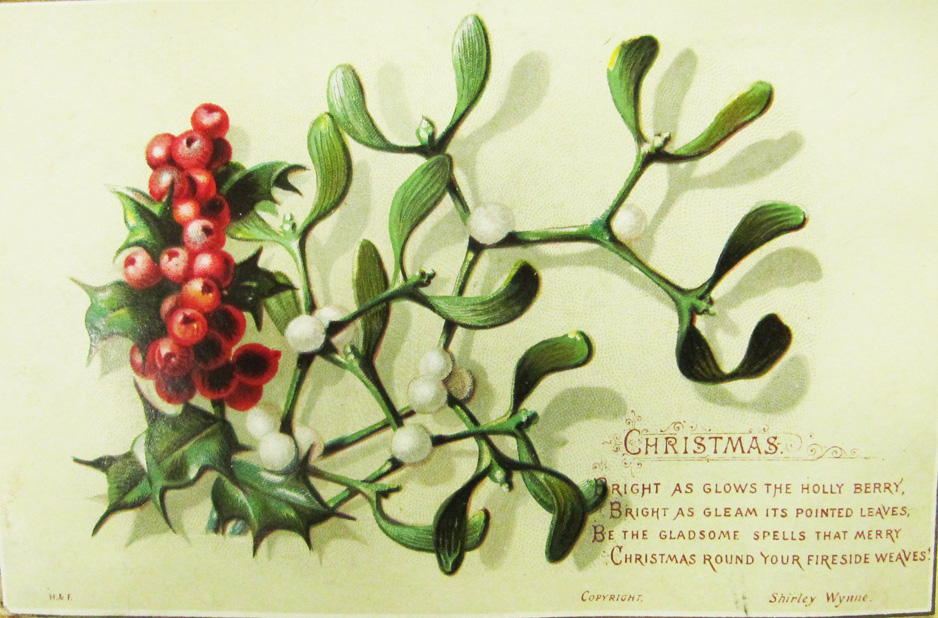
De maretak speelt een rol bij het kerstfeest, zie ook Kerstgebruiken wereldwijd

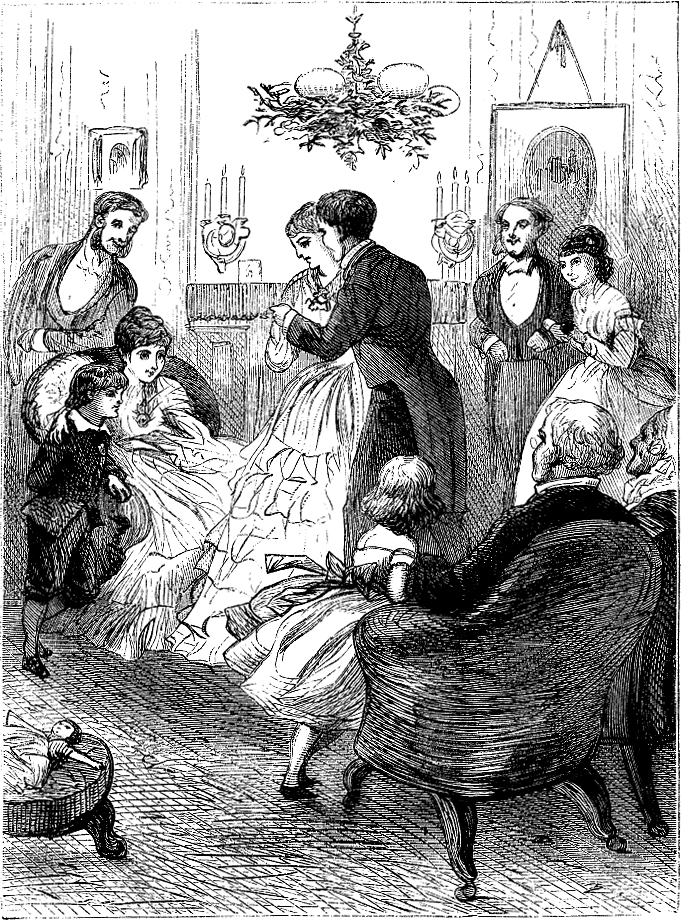
Onder de maretak, Christmas throughout Christendom, 1873

- Het Duitse woord voor heksenbezem is Mahrenest. 'Mare' betekent heks, nachtmerrie, nachtelijke kwelgeest of spook.
- De maretak staat bekend als een heksenkruid.
- De maretak werd aan de balken van stallen gehangen en diende om de mare te verjagen en zo het vee vruchtbaar te houden.
- Bij de Kelten en Germanen was de maretak een heilige plant die in hun magische vruchtbaarheidsrituelen een belangrijke rol speelde. Volgens Plinius de Oudere sneed een in wit geklede druïde in de midwinterceremonie met een gouden sikkel de maretak uit de heilige eik. De afgesneden plant mocht de grond niet raken en werd in witte doeken opgevangen. Daarna slachtte de druïde de offerdieren en dompelde de maretak in water dat dan als bescherming tegen ziekten en onheil werd gebruikt.[2] De offergaven waren bestemd voor de geesten van de vruchtbaarheid, zoals de godin Freya. Het gaat hier om de 's winters bladloze Loranthus europaeus, die op eiken groeit.
- In de strips van Asterix en Obelix gebruikt de druïde Panoramix maretak als onderdeel van zijn geheime toverdrank voor onoverwinnelijkheid. Ook hier gaat het om de 's winters bladloze Loranthus europaeus, die op eiken groeit.
- In de Noordse mythologie wordt Baldr door zijn blinde broer Hodr gedood met een pijl met een punt van maretak, hiertoe misleid door Loki. De maretak is volgens de mythologie het enige waarvoor Baldr kwetsbaar is.
- Viscositeit (mate van stroperigheid) van vloeistoffen ontleent zijn naam aan Viscum, de botanische naam van het geslacht van de maretak. In de Middeleeuwen werden de bessen van de plant gekookt tot een stroperige en plakkerige substantie: de vogellijm. Deze werd uitgesmeerd op lijmstokken. Een vogel die erop ging zitten, kon vervolgens niet meer weg.
- De maretak wordt in de kruidengeneeskunde gezien als plant met medicinale eigenschappen. Hij wordt wel genomen als bloeddrukverlagend middel. Vroeger was onder andere epilepsie een reden voor gebruik.

## Fotogalerij

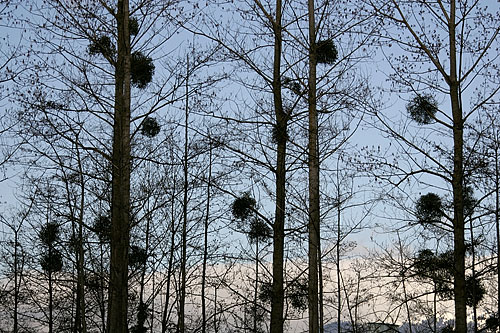
Groeiwijze van maretak
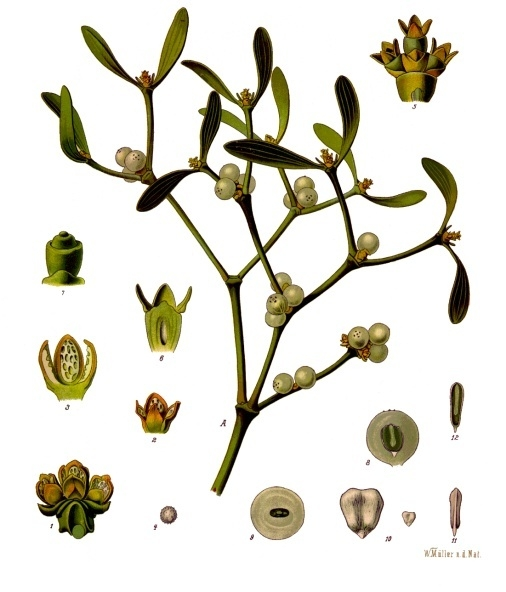
Botanische prent
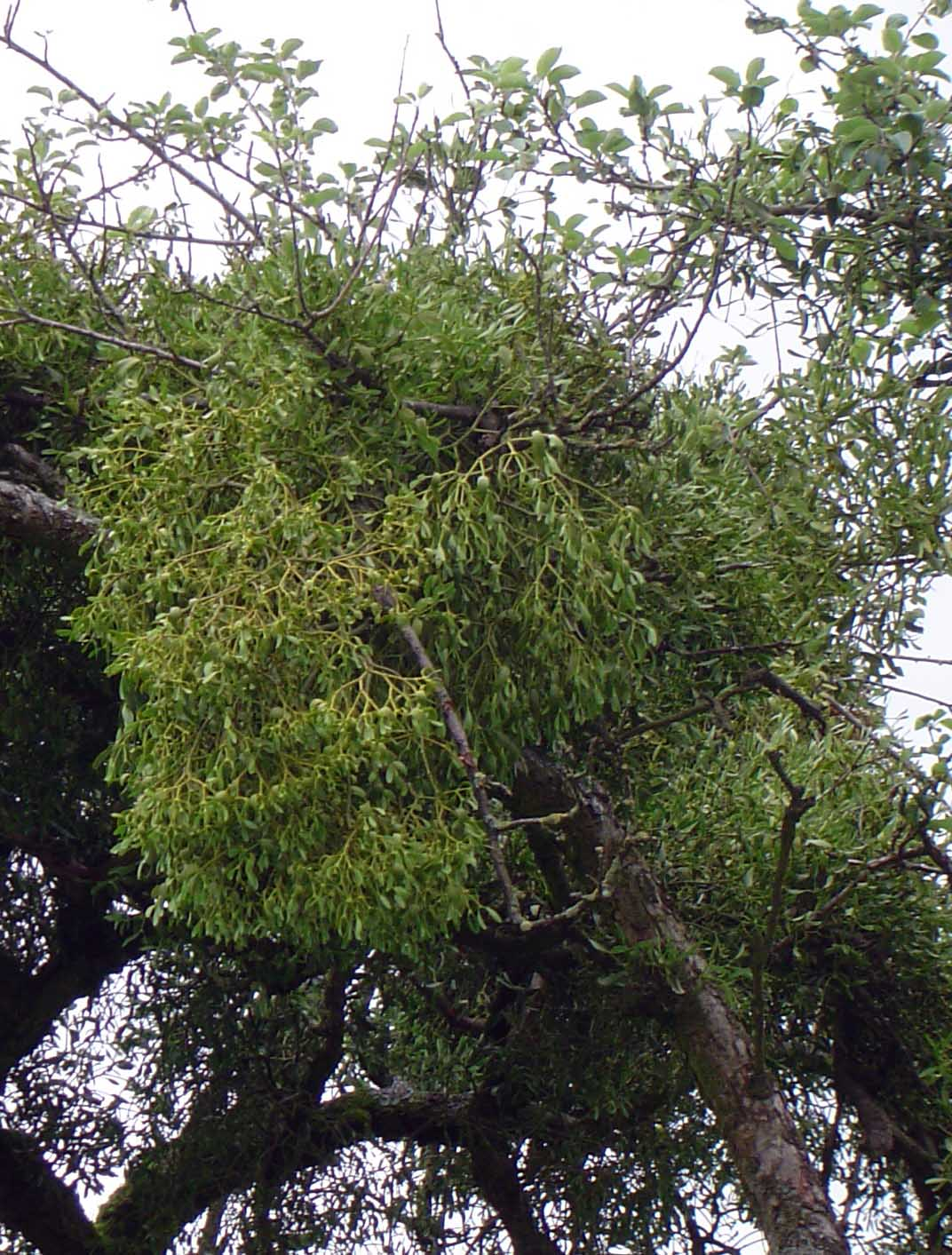
Maretak in een oude appelboom
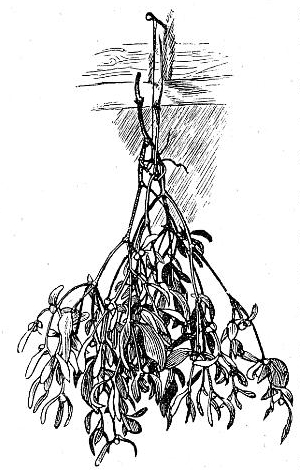
Tekening van een bosje maretak
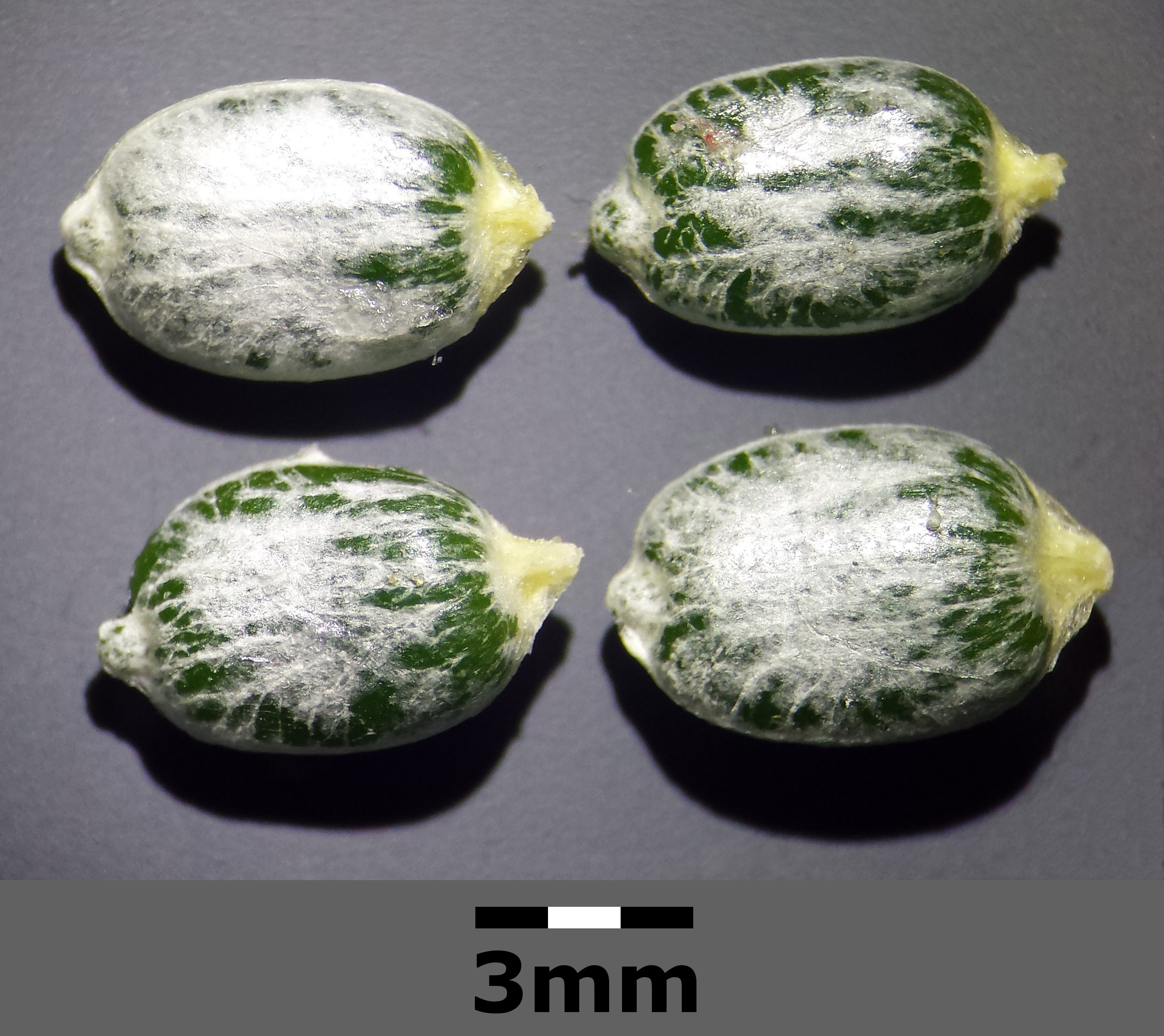
Zaad
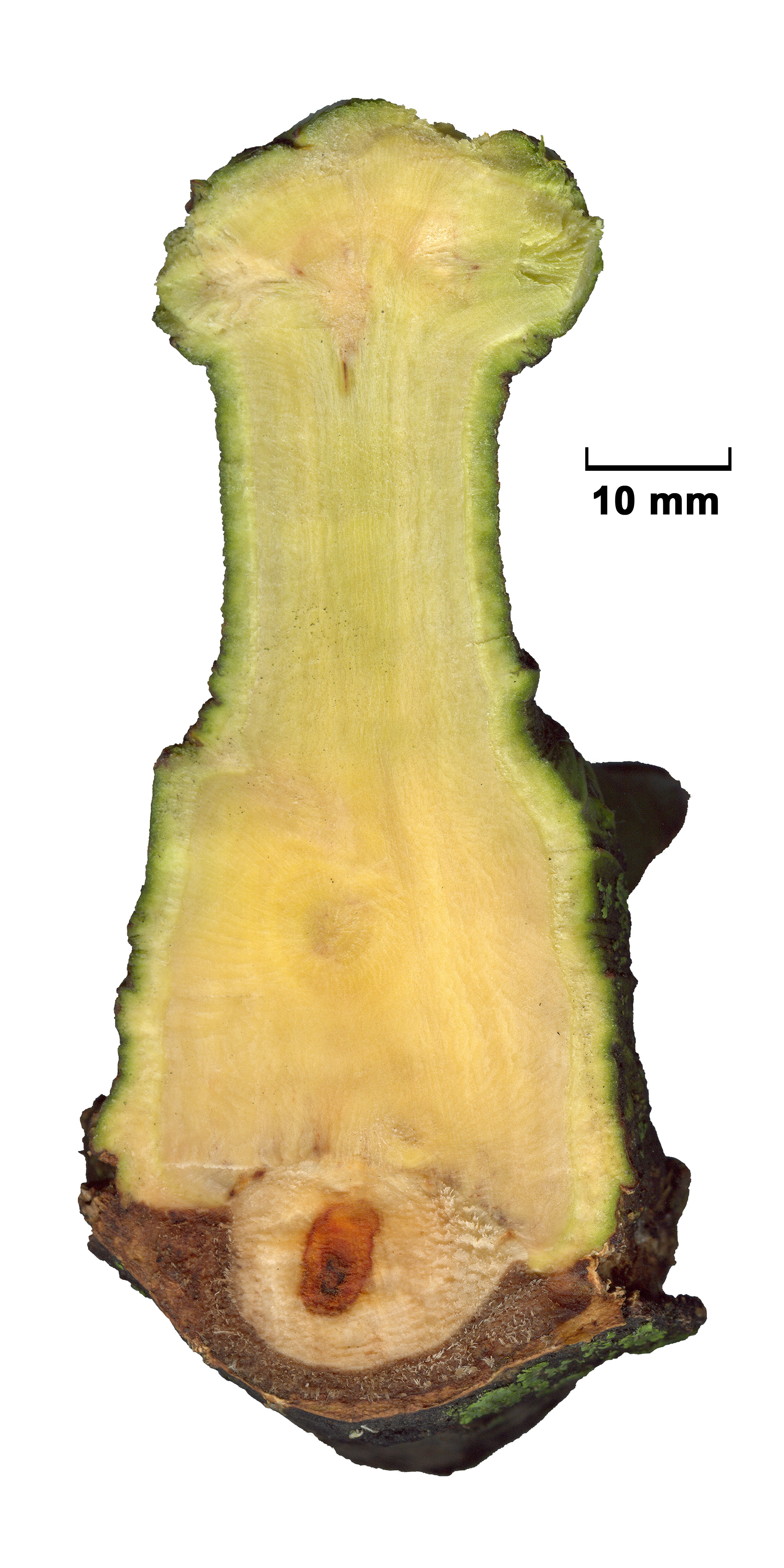
Doorsnede van vogellijm op Canadapopulier
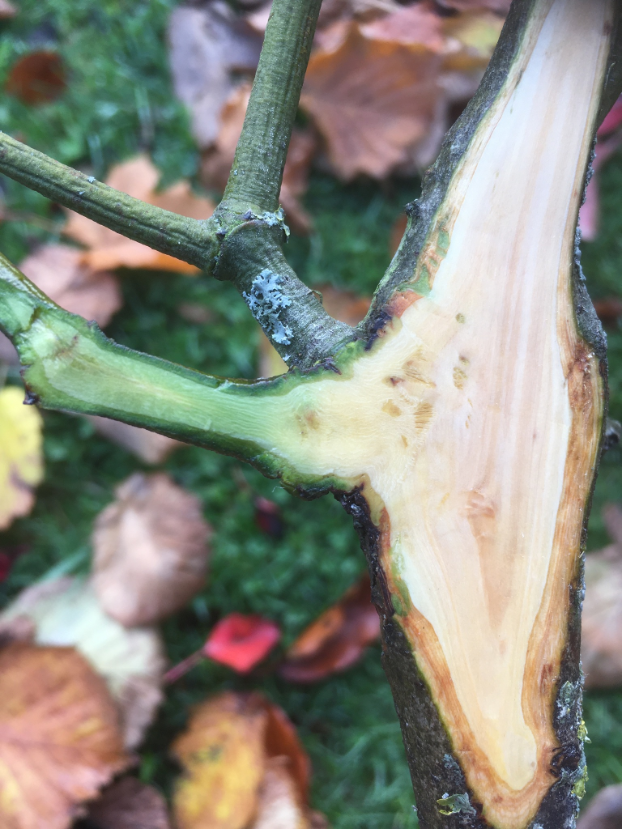
Doorsnede van maretak op meidoorn
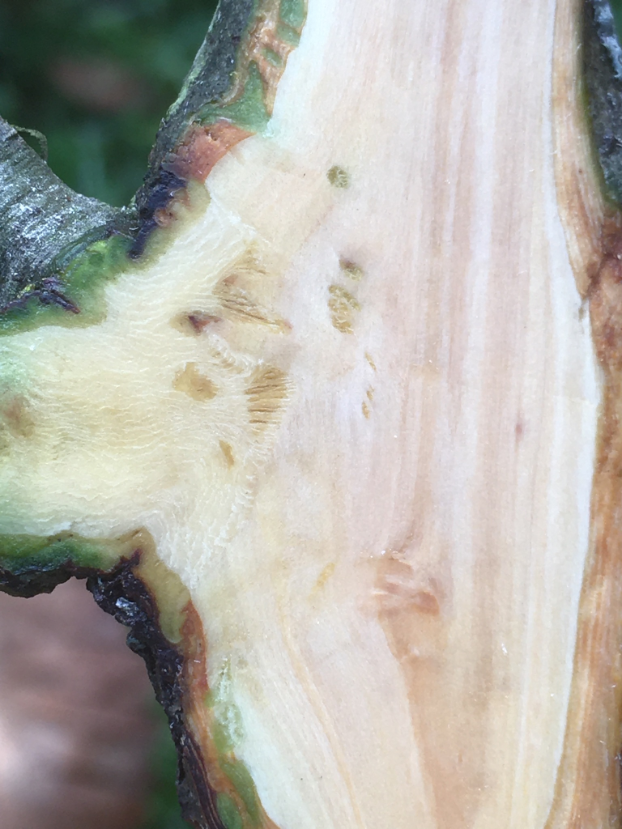
Doorsnede van maretak op meidoorn detail.